# 1900年代

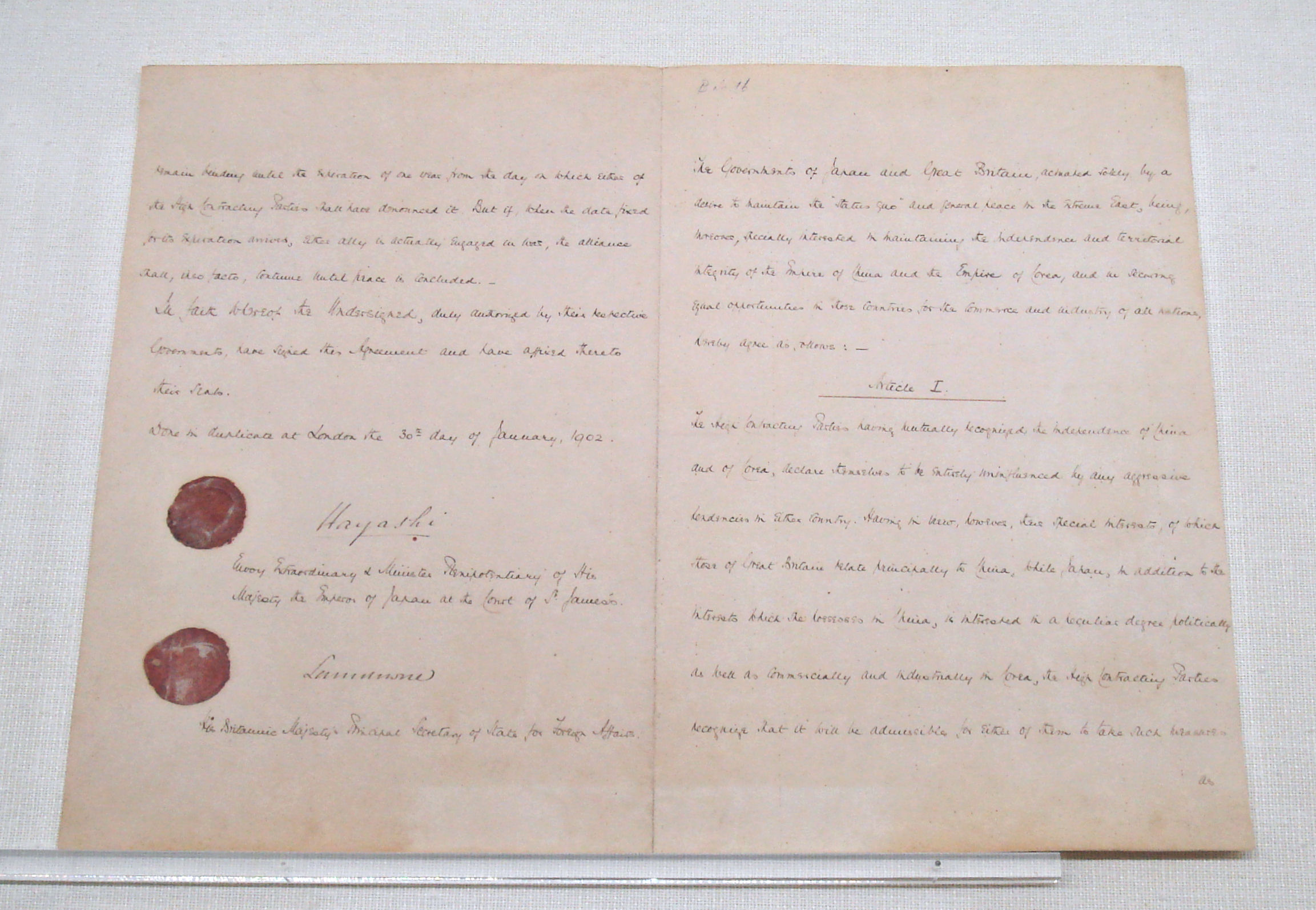
英日同盟

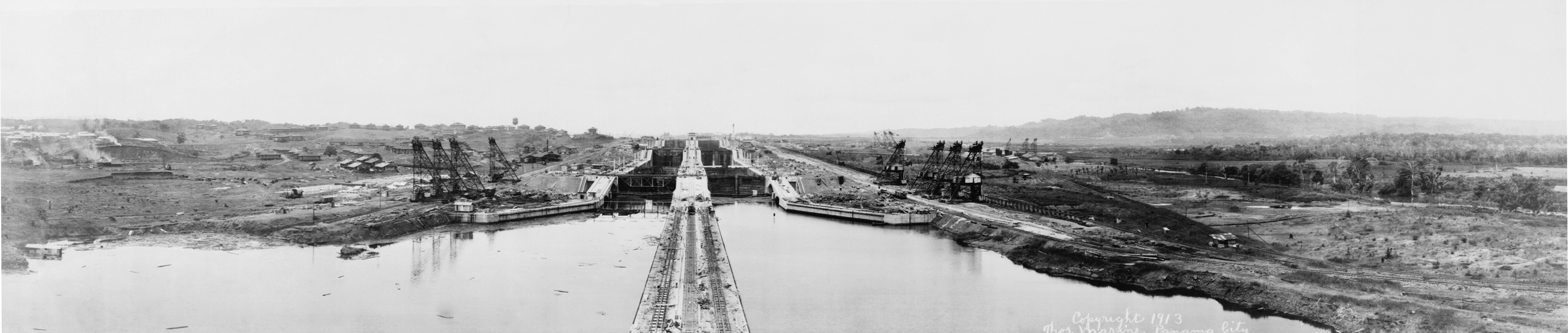
巴拿馬運河

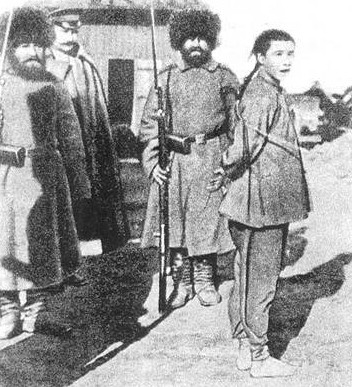
1900年海兰泡惨案中，俄军绑缚中国人准备屠杀

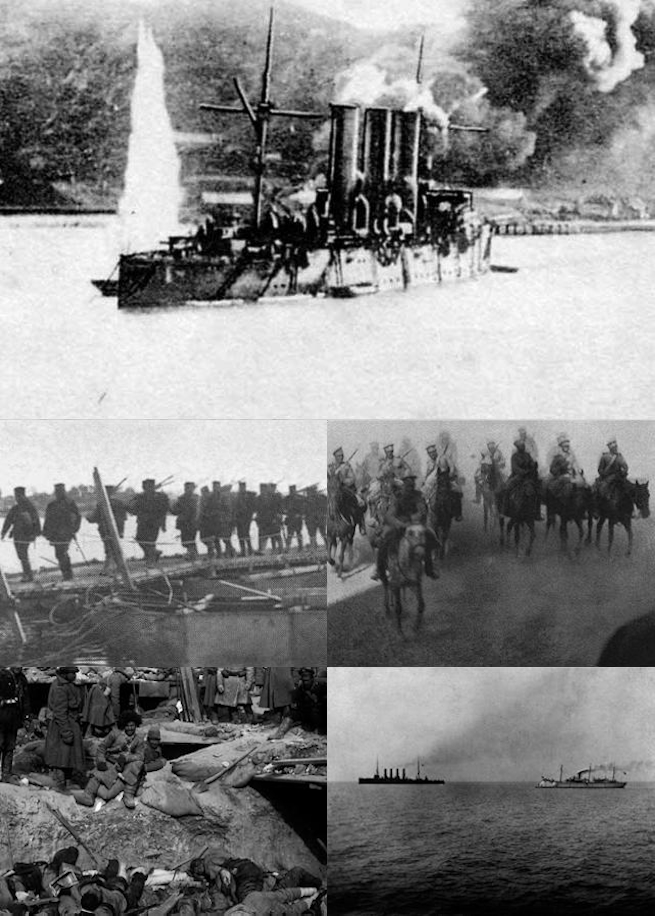
日俄戰爭

| 千纪： | 2千纪                                                                                            |
| 世纪： | 18世纪 \| 19世纪 \| 20世纪                                                                       |
| 年代： | 1870年代 \| 1880年代 \| 1890年代 \| 1900年代 \| 1910年代 \| 1920年代 \| 1930年代                 |
| 年份： | 1900年 \| 1901年 \| 1902年 \| 1903年 \| 1904年 \| 1905年 \| 1906年 \| 1907年 \| 1908年 \| 1909年 |

## 大事记
- 1900年——奈及利亞成為英国的保護國。
- 1900年——八国联军之役。
- 1900年——俄军于黑龙江海兰泡越境，悉数屠杀清民六千多人，史称海兰泡惨案。
- 1901年——諾貝爾獎正式創立。
- 1901年——张刘二人联名三次上奏呼吁改革，4月，清廷成立督办政务处，任荣禄、庆亲王及李鸿章为主管，张之洞及刘坤一为协同办理，就全面改革作整体规划，清末新政正式启动。
- 1902年——英日同盟正式締結。
- 1903年——巴拿馬運河開始建設。
- 1904年至1905年——日俄戰爭爆發。
- 1906年——英國工黨建黨。
- 1907年——《和平解決國際爭端公約》（海牙公約）於荷蘭海牙簽定。
- 1908年——保加利亞獨立獲得承認。
- 1909年——日本首相伊藤博文在滿州視察訪問時在哈爾濱車站被韓國人安重根暗殺身亡。

## 出生
- 1900年——栗原浩：日本第3任埼玉縣知事。
- 1901年——昭和天皇：日本第124代天皇。
- 1901年——約阿希姆·恩斯特：安哈特公爵
- 1902年——沙特·伊本·阿卜杜勒·阿齊茲·伊本·沙特：沙烏地阿拉伯第2代國王。
- 1903年——东姑阿都拉曼：马来西亚第一任首相，同时亦被尊为“马来西亚国父”、“独立之父”。
- 1904年——鄧小平：中國共產黨第二代中央領導集體核心。
- 1905年——福田赳夫：日本第67任首相；陳雲：第二任中央顧問委員會主任
- 1906年——溥儀：中國清朝第11代皇帝；
- 1906年——德米特里·德米特里耶维奇·肖斯塔科维奇：前蘇聯作曲家。
- 1907年——三木武夫：日本第66任首相。
- 1907年——邵逸夫爵士，邵氏兄弟電影公司創辦人、前電視廣播有限公司行政主席、邵逸夫獎創立人、大慈善家。发掘了包括比·南利等许多巨星。
- 1908年——林登·強森：美國第36任總統。
- 1909年——朱麗安娜女王：荷蘭奧蘭治王朝第5代女王。

## 逝世
- 1900年——黑田清隆：日本第2任首相。
- 1901年——維多利亞女王：英國漢諾瓦王朝第4代君主。
- 1902年——黑田長知：日本福岡藩第12代藩主。
- 1903年——古瑟貝·札納爾代利：義大利第24任首相。
- 1904年——伊莎貝拉二世：西班牙波旁王朝第10代君主。
- 1905年——立花種恭：日本下手渡藩第3代藩主、三池藩第8代藩主、華族暨學習院第1任院長。
- 1906年——基士揚九世：丹麥格呂克斯堡王朝第1代國王。
- 1907年——奧斯卡二世：瑞典貝爾南頓提王朝第4代國王。
- 1908年——格羅弗·克利夫蘭：美國第22、24任總統。
- 1908年——清德宗愛新覺羅載湉，光緒帝（1871年出生）
- 1908年——慈禧太后
- 1909年——立花鑑寬：日本柳河藩第12代藩主。